# ハンセル・ロブレス
ハンセル・マニュエル・ロブレス（Hansel Manuel Robles, 1990年8月13日 - ）は、ドミニカ共和国モンセニョール・ノウエル州ボナオ出身のプロ野球選手（投手）。右投右打。メキシカンリーグのティファナ・ブルズ所属。愛称はエル・ペニャーコ（El Penaco）、またはカバヨ・ブランコ（Caballo Blanco）（後述）。

## 経歴

### プロ入りとメッツ時代

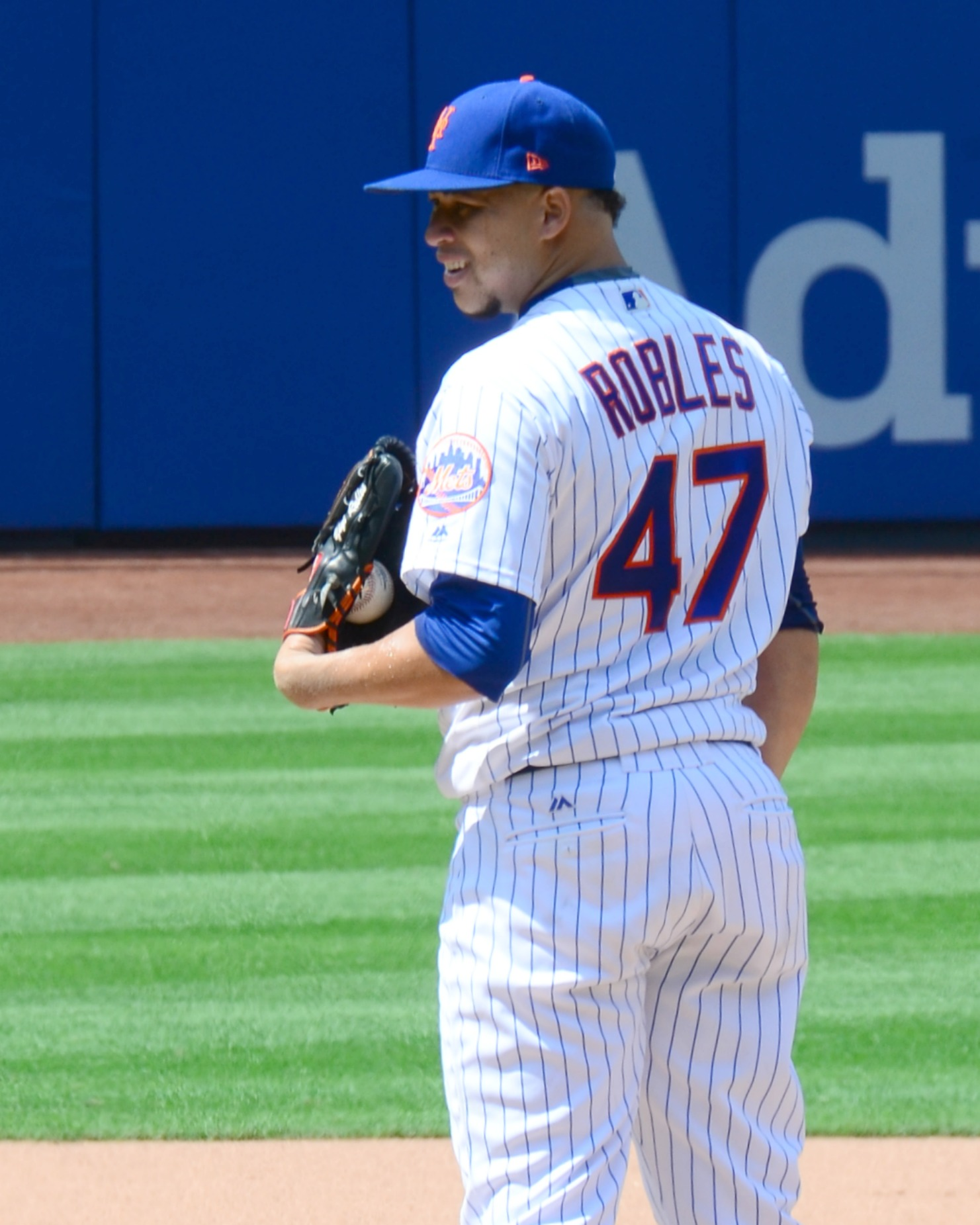
ニューヨーク・メッツ時代
(2017年8月9日)

2008年8月にニューヨーク・メッツと契約し、プロ入り。
2009年に傘下のルーキー級ドミニカン・サマーリーグ・メッツでプロデビューし、翌2010年まで同球団でプレーした。
2011年にアメリカ本土に渡り、アパラチアンリーグのルーキー級キングスポート・メッツでプレー。15試合に登板して3勝1敗1セーブ、防御率2.68、42奪三振を記録した。
2012年にA-級ブルックリン・サイクロンズでプレーし、12試合に先発登板して6勝1敗、防御率1.11、66奪三振を記録した。
2013年はルーキー級ガルフ・コーストリーグ・メッツとA+級セントルーシー・メッツでプレーし、2球団合計で18試合（先発17試合）に登板して5勝5敗、防御率3.78、71奪三振を記録した。オフにはアリゾナ・フォールリーグに参加し、スコッツデール・スコーピオンズに所属した。
2014年はAA級ビンガムトン・メッツでプレーし、30試合（先発18試合）に登板して7勝6敗、防御率4.31、106奪三振を記録した。オフの11月20日に40人枠入りした。
2015年は開幕をAAA級ラスベガス・フィフティワンズで迎え、4月20日にメジャー初昇格した。24日のニューヨーク・ヤンキース戦でメジャーデビューし、1回を無失点に抑えた。その後は右のリリーフとしてメジャーに定着した。最終的には57試合にリリーフ登板して4勝3敗、防御率3.67、WHIP1.02という成績をマークした。三振奪取能力の高さも見せつけ、奪三振率は10.2を記録するなど、ルーキーシーズンからチームに大きく貢献した。
2016年もメッツのリリーフ陣の一角として68試合に登板して6勝4敗、防御率3.48という成績を記録した。ただ、与四球が前年から倍増してWHIPが1.35まで上昇し、防御率の改善とは裏腹に不安定な面ものぞかせた。
2017年はシーズン開幕前の2月8日に第4回ワールド・ベースボール・クラシック(WBC)のドミニカ共和国代表に選出された。シーズンは調子が上がらず、AAA級ラスベガスでも過ごすなど登板機会は減少した。最終成績は46試合に登板して7勝5敗、防御率4.92だった。
2018年1月12日に年俸90万ドルで合意し、年俸調停を回避した。開幕はAAA級で迎えたが、4月3日にメジャーに昇格した。その後再びAAA級ラスベガスに降格したが、5月5日にはメジャーに戻った。6月22日にDFAとなった。それまでの成績は16試合に登板し、防御率5.03・2勝2敗だった。

### エンゼルス時代
2018年6月23日にウェイバー公示を経てロサンゼルス・エンゼルスへ移籍した。移籍後は37試合に登板して0勝1敗2セーブ、防御率2.97、36奪三振を記録した。
2019年はキーナン・ミドルトンからクローザーのポジションを勝ち取り、自己最多となる71試合に登板して救援陣を支えた。
2020年オフの12月2日にノンテンダーFAとなった。 

### ツインズ時代
2020年12月29日にミネソタ・ツインズと200万ドルの単年契約を結んだ。

### レッドソックス時代
2021年7月30日にアレックス・シャーフとのトレードで、ボストン・レッドソックスへ移籍した。オフの11月3日にFAとなった。
2022年3月19日にレッドソックスとマイナー契約で再契約を結んだ。4月7日にメジャー契約を結んで開幕ロースター入りした。7月6日にブライアン・ベイオのメジャー昇格に伴ってDFAとなり、9日に自由契約となった。

### ドジャース傘下時代
2022年7月15日にロサンゼルス・ドジャースとマイナー契約を結んだ。メジャー昇格の機会はなく、オフの11月20日にFAとなった。

### メキシカンリーグ時代
2023年に6月22日にメキシカンリーグのティフアナ・ブルズと契約した。

## 投球スタイル
スリークォーターから、最速100.3mph（約161.4km/h）・平均95mph（約153km/h）の速球（主にフォーシーム）を中心に、平均85mph（約137km/h）のスライダー、その他に平均88mph（約142km/h）のチェンジアップを投げる。

メジャー通算の対左被OPSが.577であるのに対し、対右被OPSは.759と、右投げながらも左打者を得意としている。

## 人物
エル・ペニャーコ（El Penaco - スペイン語で岩を意味する）、カバヨ・ブランコ（Caballo Blanco - 同語で白馬を意味する）という2つの愛称がある。大谷翔平や前田健太ら同僚となった日本人メジャーリーガー、及び彼らの通訳の存在から日本好きになったことを公言している。ロブレス自身はなぜこれほど日本の文化に惹かれるかは説明ができないという。また、「いつか日本で2シーズンほど投げたい」と、NPB入りの希望まで語っている。前田の通訳を務める関崎大地は「彼の日本への愛は驚くほど。アナハイムで大谷と（通訳の）水原一平と一緒にいた頃から始まったのだと思う。日本に関係することは何にでも興味を示す」と証言している。

## 詳細情報

### 年度別投手成績
| 年 度    | 球 団    | 登 板 | 先 発 | 完 投 | 完 封 | 無 四 球 | 勝 利 | 敗 戦 | セ 丨 ブ | ホ 丨 ル ド | 勝 率 | 打 者 | 投 球 回 | 被 安 打 | 被 本 塁 打 | 与 四 球 | 敬 遠 | 与 死 球 | 奪 三 振 | 暴 投 | ボ 丨 ク | 失 点 | 自 責 点 | 防 御 率 | W H I P |
| -------- | -------- | ----- | ----- | ----- | ----- | -------- | ----- | ----- | -------- | ----------- | ----- | ----- | -------- | -------- | ----------- | -------- | ----- | -------- | -------- | ----- | -------- | ----- | -------- | -------- | ------- |
| 2015     | NYM      | 57    | 0     | 0     | 0     | 0        | 4     | 3     | 0        | 12          | .571  | 217   | 54.0     | 37       | 8           | 18       | 1     | 2        | 61       | 2     | 1        | 27    | 22       | 3.67     | 1.02    |
| 2016     | NYM      | 68    | 0     | 0     | 0     | 0        | 6     | 4     | 0        | 13          | .600  | 331   | 77.2     | 69       | 7           | 36       | 4     | 1        | 85       | 3     | 0        | 32    | 30       | 3.48     | 1.35    |
| 2017     | NYM      | 46    | 0     | 0     | 0     | 0        | 7     | 5     | 0        | 5           | .583  | 247   | 56.2     | 47       | 10          | 29       | 2     | 5        | 60       | 2     | 0        | 31    | 31       | 4.92     | 1.34    |
| 2018     | NYM      | 16    | 0     | 0     | 0     | 0        | 2     | 2     | 0        | 2           | .500  | 88    | 19.2     | 21       | 7           | 10       | 1     | 1        | 23       | 1     | 0        | 11    | 11       | 5.03     | 1.58    |
| 2018     | LAA      | 37    | 0     | 0     | 0     | 0        | 0     | 1     | 2        | 7           | .000  | 154   | 36.1     | 32       | 2           | 15       | 0     | 1        | 36       | 1     | 0        | 15    | 12       | 2.97     | 1.29    |
| '18計    | LAA      | 53    | 0     | 0     | 0     | 0        | 2     | 3     | 2        | 9           | .400  | 242   | 56.0     | 53       | 9           | 25       | 1     | 2        | 59       | 2     | 0        | 26    | 23       | 3.70     | 1.39    |
| 2019     | LAA      | 71    | 1     | 0     | 0     | 0        | 5     | 1     | 23       | 2           | .833  | 283   | 72.2     | 58       | 6           | 16       | 1     | 0        | 75       | 4     | 1        | 20    | 20       | 2.48     | 1.02    |
| 2020     | LAA      | 18    | 0     | 0     | 0     | 0        | 0     | 2     | 1        | 0           | .000  | 80    | 16.2     | 19       | 4           | 10       | 0     | 1        | 20       | 1     | 0        | 20    | 19       | 10.26    | 1.74    |
| 2021     | MIN      | 45    | 0     | 0     | 0     | 0        | 3     | 4     | 10       | 14          | .429  | 188   | 44.0     | 37       | 6           | 24       | 1     | 3        | 43       | 2     | 0        | 28    | 24       | 4.91     | 1.39    |
| 2021     | BOS      | 27    | 0     | 0     | 0     | 0        | 0     | 1     | 4        | 3           | .000  | 109   | 25.0     | 21       | 2           | 13       | 2     | 2        | 33       | 2     | 1        | 11    | 10       | 3.60     | 1.36    |
| '21計    | BOS      | 72    | 0     | 0     | 0     | 0        | 3     | 5     | 14       | 17          | .375  | 297   | 69.0     | 58       | 8           | 37       | 3     | 5        | 76       | 4     | 1        | 39    | 34       | 4.43     | 1.38    |
| 2022     | BOS      | 26    | 0     | 0     | 0     | 0        | 1     | 3     | 2        | 7           | .250  | 111   | 24.2     | 25       | 5           | 14       | 1     | 0        | 21       | 0     | 2        | 19    | 16       | 5.84     | 1.58    |
| MLB：8年 | MLB：8年 | 411   | 1     | 0     | 0     | 0        | 28    | 26    | 43       | 65          | .519  | 1808  | 427.1    | 366      | 57          | 185      | 13    | 16       | 457      | 18    | 5        | 214   | 195      | 4.11     | 1.29    |

- 2022年度シーズン終了時

### 年度別守備成績
| 年 度 | 球 団 | 投手（P） | 投手（P） | 投手（P） | 投手（P） | 投手（P） | 投手（P） |
| 年 度 | 球 団 | 試 合     | 刺 殺     | 補 殺     | 失 策     | 併 殺     | 守 備 率  |
| ----- | ----- | --------- | --------- | --------- | --------- | --------- | --------- |
| 2015  | NYM   | 57        | 1         | 4         | 0         | 0         | 1.000     |
| 2016  | NYM   | 68        | 5         | 3         | 0         | 0         | 1.000     |
| 2017  | NYM   | 46        | 3         | 2         | 0         | 0         | 1.000     |
| 2018  | NYM   | 16        | 0         | 0         | 0         | 0         | ----      |
| 2018  | LAA   | 37        | 1         | 1         | 0         | 0         | 1.000     |
| '18計 | LAA   | 53        | 1         | 1         | 0         | 0         | 1.000     |
| 2019  | LAA   | 71        | 7         | 5         | 1         | 1         | .923      |
| 2020  | LAA   | 18        | 1         | 1         | 0         | 0         | 1.000     |
| 2021  | MIN   | 45        | 2         | 4         | 0         | 0         | 1.000     |
| 2021  | BOS   | 27        | 2         | 1         | 1         | 0         | .750      |
| '21計 | BOS   | 72        | 4         | 5         | 1         | 0         | .900      |
| 2022  | BOS   | 26        | 0         | 0         | 0         | 0         |           |
| MLB   | MLB   | 411       | 22        | 21        | 2         | 1         | .956      |

- 2022年度シーズン終了時

### 背番号
- 47（2015年 - 2018年6月21日）
- 57（2018年6月24日 - 2021年7月28日、2022年）
- 56（2021年8月1日 - 同年終了）

### 代表歴
- 2017 ワールド・ベースボール・クラシック・ドミニカ共和国代表